# Mama Drama (фильм)
Мама Драма — нигерийский драматический фильм 2020 года режиссера Сейи Бабатопе и продюсера Джой Грант-Эконг. В фильме снимались Осас Игходаро в главной роли, в то время как Кунле Реми, Кехинде Банколе, Феми Адебайо и Шафи Белло сыграли вспомогательные роли. Сюжет фильма вращается вокруг Мены Аделаны, женщины с шестью выкидышами, и она нанимает свою помощницу в качестве суррогатной матери, несмотря на ее проблемы с фертильностью и ворчание со стороны свекрови, но возникает много проблем.
Премьера фильма состоялась 1 октября 2020 года в кинотеатрах Filmhouse Imax, а затем был выпущен на Netflix в 2021 году. Фильм получил неоднозначные отзывы критиков.

## В ролях
- Осас Игходаро в роли Мены Аделаны
- Кунле Реми, как Гбойега
- Кехинде Банколе, как Кеми
- Феми Адебайо — Дотун
- Шафи Белло в роли мамы Аделаны
- Адунни Аде в роли Сими
- Чиньер Уилфред в роли тети Нкем
- Олив Эмоди — барристер
- Рекия Аттах, как судья
- Опейеми Айола, как Ронке
- Аденола Адении в роли Сейи Аделаны
- Адеолува Дэниелс — Сейи Аделана
- Итомбра Бофи, как Хадиза